# Hauskloster
Un Hauskloster (anche Eigenkloster, traducibile in monasteri privati) è un monastero che ebbe un rapporto speciale con una famiglia nobile.
Spesso, ma non sempre, l'Hauskloster veniva fondato da una famiglia nobile e la nuova fondazione vedeva i propri abati nominati e scelti dalla famiglia fondatrice, spesso tra i membri di questa. A volte erano anche fondati da vescovi o re, per i quali la famiglia nobile in questione era poi data l'avvocazia.
Giuseppe Sergi rileva che la precedente storiografia dava particolare importanza al fatto che il patrimonio di un ente ecclesiastico era per definizione indivisibile e questa cosa, assieme alla naturale spinta religiosa (non solo nell'assicurarsi una vita ultraterrena, ma anche per offrire un servizio religioso nell'area), concorse a fare sì che l'ente fosse oggetto di donazioni da parte del fondatore, in quanto la ricchezza territoriale dinastica non sarebbe andata dispersa nel corso del generazioni. Questo piano fondativo venne però meno nel corso del tempo, in quanto non solo il patrimonio, ma spesso la stessa chiesa veniva comunque soggetta alla divisione in quote da parte delle successive generazioni signorili. Per quanto questo calcolo del fondatore è innegabile (in ogni caso, nonostante il fallimento di questa intenzione iniziale, la fondazione riuscì in ogni caso a divenire una fonte di aggregazione dinastica), gli studiosi si sono concentrati nella recente storiografia sull'apporto simbolico e sociale che queste fondazioni andavano ad assumere: infatti la nuova fondazione era il risultato simbolico del radicamento e dell'ascesa di una stirpe signorile in un dato territorio nel contesto del riordinamento signorile post-carolingio, la quale, grazie all'erezione di un nuovo centro economico locale, assumeva la preminenza sulle altri stirpi della zona, assumendo conseguentemente un ruolo egemonico/coordinativo su di esse grazie a contratti a livello, all'ammissione dei propri familiari come monaci nel monastero o diventando vassalli dell'abate, oltre che divenire un centro di coordinamento e di controllo sui coloni.
In ogni caso, la stirpe dava al monastero proprietà terreni, aiuti finanziari o altre donazioni per dotarlo. In tal modo, si sono assicurati la possibilità di essere sepolti nel monastero e di essere commemorati (Memorialwesen). Spesso nelle cronache di tali monasteri si registravano i meriti, ma anche in generale la storia delle famiglie donatrici.

## Esempi
Alcuni esempi di Hausklöster di importanti dinastie:
- Merovingi:
  - Abbazia di Saint-Denis
- Robertingi:
  - Abbazia di Lorsch
- Carolingi:
  - Abbazia imperiale di Prüm
  - Abbazia di San Medardo (Soissons)
- Liudolfingi/Ottoniani:
  - Abbazia di Reichenau
  - Abbazia di Gandersheim
  - Abbazia di Quedlinburg
  - Abbazia di Essen
  - Abbazia di San Maurizio
  - Neuenheerse
- Salici:
  - Abbazia di Limburgo
  - Abbazia imperiale di Echternach
- Ascanidi:
  - Abbazia di Lehnin
- Staufer:
  - Abbazia di Adelberg
  - Abbazia di Lorch
- Welfen:
  - Abbazia di Weingarten
- Asburgo:
  - Abbazia di Murbach
  - Chiesa dell'abbazia di Ottmarsheim
  - Abbazia di Muri
  - Königsfelden
- Azzoni:
  - Abbazia di Brauweiler
- Zahringer:
  - Abbazia di San Pietro nella Foresta Nera (dal 1093)
- Württemberg:
  - Abbazia collegiata della Santa Croce a Stoccarda (dal 1321)
- Baden:
  - Abbazia di Lichtenthal a Baden-Baden (1288-1372)
  - Chiesa collegiata di Baden-Baden (linea Baden-Baden)
  - Collegiata di San Michele a Pforzheim (linea Baden-Durlach, dal 1535)
  - Chiesa della città di Karlsruhe (granduchi, dal 1807)
- Wittelsbach (linea del Palatinato):
  - Chiesa Collegiata di Neustadt a.d. Weinstraße (XIV secolo)
  - Chiesa dello Spirito Santo di Heidelberg (XV-XVII secolo)
- Wittelsbach (linea bavarese):
  - Abbazia di Scheyern
  - Chiesa di San Gaetano di Monaco di Baviera (dal 1663)
- Case nobiliari dell'Alta Svevia (Fugger, Waldburg, Montford, Gundelfingen), Tirolo, Alsazia e terre ereditarie austriache di Carinzia e Boemia
  - Abbazia femminile di Buchau
- Babonidi:
  - Abbazia di Walderbach
- Dauferidi[1]
  - San Massimo di Salerno
- Arduinici[1]
  - Abbazia di San Giusto di Susa
- Aleramici[1]
  - Abbazia di Grazzano
  - Abbazia di Spigno